# Do Jeito Delas
Do Jeito Delas é o sétimo álbum de estúdio da cantora brasileira Kelly Key, lançado em 10 de julho de 2020 pela Warner Music. Primeiro Kelly lançou um EP com quatro faixas em 8 de novembro de 2019 e, posteriormente, o álbum completo. O trabalho é composto por 3 faixas inéditas e outras releituras de antigos sucessos de Kelly com a participação de artistas de sucesso como Luísa Sonza, Pocah, Gabi Martins, Preta Gil e Rebecca.

## Faixas
| N.º            | Título                                                          | Compositor(es)                                                  | Duração |  |
| 1.             | "Baba" (part. Clau)                                             | Kelly Key Andinho                                               | 2:48    |  |
| 2.             | "A Falta que me Faz"                                            | Kelly Key Bárbara Dias                                          | 3:12    |  |
| 3.             | "Escondido" (part. Rebecca)                                     | Kelly Key Andinho                                               | 2:23    |  |
| 4.             | "Anjo" (part. Luísa Sonza)                                      | Andinho                                                         | 2:54    |  |
| 5.             | "Montanha Russa"                                                | Pablo Bispo Ruxell Sérgio Santos                                | 2:41    |  |
| 6.             | "Adoleta" (part. Gabi Martins)                                  | Umberto Tavares Gustavo Lins Victor Junior                      | 2:26    |  |
| 7.             | "Só Quero Ficar" (part. Preta Gil)                              | Kelly Key Andinho                                               | 2:36    |  |
| 8.             | "Pegue e Puxe" (part. Pocah)                                    | Mãozinha Toninho Aguiar Umberto Tavares                         | 2:46    |  |
| 9.             | "É ou Não é Pra Chorar (Por Causa de Você)" (part. Cynthia Luz) | Andinho                                                         | 3:13    |  |
| 10.            | "Sou a Barbie Girl" (part. Gabily)                              | Claus Norreen Søren Nystrøm Rasted Umberto Tavares Gustavo Lins | 2:53    |  |
| 11.            | "Chic, Chic"                                                    | Andinho Juliana Passarelo                                       | 2:57    |  |
| 12.            | "Aumenta o Som"                                                 | Donato Jefferson Júnior Umberto Tavares                         | 2:32    |  |
| Duração total: | Duração total:                                                  | Duração total:                                                  | 33:21   |  |

### EP
Lista de faixas adaptadas do Apple Music.
| N.º            | Título                                                          | Compositor(es)                          | Duração |  |
| 1.             | "Aumenta o Som"                                                 | Donato Jefferson Júnior Umberto Tavares | 2:32    |  |
| 2.             | "Pegue e Puxe" (part. Pocah)                                    | Mãozinha Toninho Aguiar Umberto Tavares | 2:46    |  |
| 3.             | "É ou Não é Pra Chorar (Por Causa de Você)" (part. Cynthia Luz) | Andinho                                 | 3:13    |  |
| 4.             | "Só Quero Ficar" (part. Preta Gil)                              | Kelly Key Andinho                       | 2:36    |  |
| Duração total: | Duração total:                                                  | Duração total:                          | 11:10   |  |